# Jair Palacios
Jair Ulises Palacios Silva (Cali, Valle del Cauca; 30 de junio de 1990) es un exfutbolista colombiano. Jugaba como lateral.

## Trayectoria

### Inicios
Cuchilla" Palacios, de origen chocoano, llegó a las divisiones inferiores del Deportivo Cali, a inicios del año 2006, a la edad de 15 años; hizo todo el proceso de divisiones menores hasta el equipo profesional en el cuadro 'azucarero', en donde estuvo hasta diciembre del 2010, fecha en la que decidió cambiar de rumbos deportivos. Luego de esto estuvo probando suerte en el fútbol de Panamá y a su regreso se radicó en Bogotá, en donde se probó en todos los equipos de la ciudad (Santa Fe, Academia Compensar, Fortaleza CEIF, Expreso Rojo, La Equidad, Bogotá FC y Millonarios), sin mayor trascendencia comenzó a trabajar como tendero.

### SD Atlético Nacional y Bogotá F. C.
Su primera experiencia en profesionalismo se dio en la Sociedad Deportiva Atlético Nacional de la Segunda División de Panamá en donde militó por 3 meses sin llegar a debutar, luego pasó al Bogotá Fútbol Club, de la Categoría Primera B, debutando el 3 de julio de 2011, a la edad de 21 años, en un partido en el que su equipo Bogotá Fútbol Club ganó 2-1 al Patriotas Boyacá en el Estadio Alfonso López, en la Categoría Primera B del Fútbol Profesional Colombiano. En el equipo bogotano se mantuvo hasta finales del año 2013.

### Fortaleza
A inicios del año 2014 es fichado por el Fortaleza CEIF de la ciudad de Bogotá, gracias al pedido que hace su entrenador Hernán Pacheco, quien lo conocía del Bogotá Fútbol Club. En este equipo hizo su debut en la Categoría Primera A el día 25 de enero de 2014 en un partido en el cual el equipo bogotano perdió 1-3 con el Once Caldas en la ciudad de Manizales

### Atlético Bucaramanga
En el mes de enero de 2015, es fichado por el Atlético Bucaramanga y hace su debut en el partido en el que el club 'Canario' gana 6-0 al Expreso Rojo el 15 de febrero de 2015 en la primera fecha de la Categoría Primera B del año 2015.
En el equipo bumangués permanece durante los años 2015 y 2016, cuando el club de Bucaramanga regresa a la Categoría Primera A del Fútbol Colombiano siendo el titular indiscutido de la banda derecha.

### Millonarios
El miércoles 21 de diciembre de 2016 se anuncia su vinculación a Millonarios de Bogotá para la temporada 2017. El 1 de febrero debuta en la Copa Libertadores de América, perdiendo el partido de ida de la primera fase por la mínima frente a Atlético Paranaense en Brasil. Se hace con la titularidad indiscutida en el equipo embajador dirigido por Miguel Ángel Russo. Fue campeón de liga con Millonarios en la temporada 2017-2. Marcó su primer gol en el 'Albi-Azul' ante Boyacá Chicó por la Copa Colombia. El 2 de diciembre de 2019 se le rescindió su contrato con el equipo embajador; tres años más tarde por propias declaraciones del jugador esto se dio gracias a que llegó a la sede del club en varias oportunidades bajo el uso de sustancias psicoactivas.

## Clubes
| Club                    | País     | Año         |
| ----------------------- | -------- | ----------- |
| S. D. Atlético Nacional | Panamá   | 2011        |
| Bogotá F. C.            | Colombia | 2011 - 2013 |
| Fortaleza               | Colombia | 2014        |
| Atlético Bucaramanga    | Colombia | 2015 - 2016 |
| Millonarios             | Colombia | 2017 - 2019 |
| Atlético Bucaramanga    | Colombia | 2020        |

## Estadísticas
| Club                            | Temporada           | Liga  | Liga  | Copa Nacional | Copa Nacional | Copa Internacional | Copa Internacional | Total | Total |
| Club                            | Temporada           | Part. | Goles | Part.         | Goles         | Part.              | Goles              | Part. | Goles |
| ------------------------------- | ------------------- | ----- | ----- | ------------- | ------------- | ------------------ | ------------------ | ----- | ----- |
| SD Atlético Nacional · Panamá   | 2011                | 0     | 0     | -             | -             | -                  | -                  | 0     | 0     |
| SD Atlético Nacional · Panamá   | Total               | 0     | 0     | 0             | 0             | 0                  | 0                  | 0     | 0     |
| Bogotá F. C. · Colombia         | 2011                | 16    | 1     | 1             | 0             | -                  | -                  | 17    | 1     |
| Bogotá F. C. · Colombia         | 2012                | 13    | 0     | 6             | 0             | -                  | -                  | 19    | 0     |
| Bogotá F. C. · Colombia         | 2013                | 35    | 2     | 5             | 0             | -                  | -                  | 40    | 2     |
| Bogotá F. C. · Colombia         | Total               | 64    | 3     | 12            | 0             | 0                  | 0                  | 76    | 3     |
| Fortaleza CEIF · Colombia       | 2014                | 33    | 5     | 4             | 0             | -                  | -                  | 37    | 5     |
| Fortaleza CEIF · Colombia       | Total               | 33    | 5     | 4             | 0             | 0                  | 0                  | 37    | 5     |
| Atlético Bucaramanga · Colombia | 2015                | 35    | 0     | 7             | 0             | -                  | -                  | 42    | 0     |
| Atlético Bucaramanga · Colombia | 2016                | 40    | 0     | 1             | 0             | -                  | -                  | 41    | 0     |
| Atlético Bucaramanga · Colombia | 2020                | 16    | 0     | 1             | 0             | -                  | -                  | 17    | 0     |
| Atlético Bucaramanga · Colombia | Total               | 91    | 0     | 9             | 0             | 0                  | 0                  | 100   | 0     |
| Millonarios · Colombia          | 2017                | 45    | 0     | 4             | 0             | 2                  | 0                  | 51    | 0     |
| Millonarios · Colombia          | 2018                | 21    | 0     | 6             | 1             | 7                  | 0                  | 34    | 1     |
| Millonarios · Colombia          | 2019                | 17    | 0     | 3             | 0             | -                  | -                  | 20    | 0     |
| Millonarios · Colombia          | Total               | 83    | 0     | 13            | 1             | 9                  | 0                  | 105   | 1     |
| Total en su carrera             | Total en su carrera | 271   | 8     | 38            | 1             | 9                  | 0                  | 318   | 9     |

## Palmarés

### Campeonatos nacionales
| Título                | Club                 | País     | Año  |
| --------------------- | -------------------- | -------- | ---- |
| Primera B             | Atlético Bucaramanga | Colombia | 2015 |
| Torneo Finalización   | Millonarios          | Colombia | 2017 |
| Superliga de Colombia | Millonarios          | Colombia | 2018 |